# Bataille de Ponte San Pietro
 (février 2025).
Vous êtes invité à donner votre avis sur cette page de discussion, de manière argumentée en vous aidant notamment des critères d’admissibilité ou en présentant des sources extérieures et sérieuses.  
Après avoir apposé le modèle {{Admissibilité}} sur une page, suivez les étapes expliquées sur Wikipédia:Débat d'admissibilité/Aide :
| 1. | Créez la page de débat d'admissibilité.                                                                      | Sauvegardez d’abord la page pour l’initialiser puis indiquez votre motivation.                      |
| 2. | Important : ajoutez une entrée dans la section Débat d'admissibilité du jour.                                | Utilisez ce texte : *{{L\|Bataille de Ponte San Pietro}}                                            |
| 3. | Pensez à informer les contributeurs principaux de la page et les projets associés lorsque cela est possible. | Utilisez ce texte : {{subst:Avertissement débat d'admissibilité\|Bataille de Ponte San Pietro}}~~~~ |

Guerres entre guelfes et gibelins
Batailles
1150 – 1200
- Vernavola (1154)
- Spolète (1155)
- Tortone (1155)
- Milan (1158)
- Siziano (1159)
- Crema (1159)
- Carcano (1160)
- Milan (1162)
- Prataporci (1167)
- Alexandrie (1174-1175)
- Legnano (1176)

1201 – 1250
- Calcinato (1201)
- Casei Gerola (1213)
- Cortenuova (1237)
- Brescia (1238)
- Faenza (1239)
- Giglio (1241)
- Viterbe (1243)
- Parme (1248)
- Fossalta (1249)
- Cingoli (1250)

1251 – 1300
- Bataille de Montebruno (1255)
- Cassano (1259)
- Montaperti (1260)
- Bénévent (1266)
- Tagliacozzo (1268)
- Colle (1269)
- Roccavione (1275)
- Desio (1277)
- Forlì (1282)
- Pieve al Toppo (1288)
- Campaldino (1289)

1301 – 1350
- Pavie (1302)
- La Lastra (1304)
- Milan (1311)
- Soncino (1312)
- Gaggiano (1313)
- Rho (1313)
- Ponte San Pietro (1313)
- Scrivia (1315)
- Montecatini (1315)
- Pavie (1315)
- Sestri (1318)
- Bardi (1321)
- Mirandola (1321)
- Gorgonzola (1323)
- Vaprio d'Adda (1324)
- Altopascio (1324)
- Zappolino (1325)
- San Felice (1332)
- San Quirico (1341)
- Gamenario (1345)

1351 – 1402
- Mirandola (1355)
- Casorate (1356)
- Solara (1356)
- Alexandrie (1391)
- Casalecchio (1402)

La Bataille de Ponte San Pietro est une bataille survenue en février 1315, qui opposa les guelfes milanais dirigés par la famille Della Torre et leurs alliés exilés de Crémone, Bergame et Lodi, aux troupes gibelines de la famille Visconti. Elle s'inscrit dans le cadre plus général de la guerre entre guelfes et gibelins.

## Contexte historique
En octobre 1310, Henri VII de Luxembourg descend dans la péninsule et le 6 janvier 1311, il est couronné roi d'Italie dans la basilique Saint-Ambroise, à Milan, par Cassono della Torre, archevêque de la ville. Pendant son séjour, les Della Torre organisent une révolte infructueuse contre les impériaux, ce qui entraîne la destruction de leur palais (situé près de l'actuelle place de la Scala) et la fuite du seigneur de Milan, Guido della Torre.
L'empereur cherche alors à faire valoir les droits impériaux et à taxer plusieurs villes italiennes, dont certaines, notamment Cremona et Brescia, se rebellent en fermant les portes à l'armée impériale et en chassant les vicaires. En octobre 1311, avec la chute de Brescia, l'empereur parvient temporairement à mettre fin aux révoltes et, après avoir nommé Mathieu Ier Visconti vicaire impérial à Milan et Amedeo V de Savoie vicaire général en Lombardie, il se retire avec son armée à Gênes. En février 1312, Amedeo V de Savoie abandonne sa charge de vicaire général de Lombardie et est remplacé par le comte Wernher von Homberg avec le titre de Capitaine général de la Ligue et de la Confédération des villes fidèles à l'empire, à savoir Milan, Côme, Novare, Verceil, Bergame, Brescia, Lodi, Crémone et Plaisance. Alors que Werner von Homberg réprime une révolte à Verceil, Antonio Fissiraga soulève Lodi et d'autres villes lodigianes contre l'autorité impériale. Cependant, le comte allemand parvient à réprimer la révolte, contraignant Fissiraga à fuir.

## La bataille
En février 1315, une armée guelfe dirigée par le crémonais Ponzino Ponzoni et composée de guelfes milanais fidèles à Guido della Torre, de Bergamasques, de Crémonais et de Lodigians, se dirige de manière désordonnée vers le bourg de Ponte San Pietro, dans une tentative de capturer Bergame. Lodrisio Visconti vient à leur rencontre avec 1 000 cavaliers et 500 fantassins d'élite, envoyés quelque temps auparavant pour défendre la ville par Matteo I Visconti, désormais de facto seigneur de Milan en tant que vicaire impérial. L'armée guelfe assaille les forces gibelines mais, après un long combat, est lourdement défaite. Selon le Corio, de nombreux soldats tombent, beaucoup sont faits prisonniers et un grand butin est capturé.

## Issue des combats et conséquences
La défaite pousse les guelfes de Pavie à demander de l'aide à Robert Ier d'Anjou, roi de Naples, en échange de la domination sur la ville de Milan.